# 奧林匹克運動會馬來亞代表團
马来亚联邦是1946年在马来联邦、马来属邦与原属海峡殖民地的槟城、马六甲成立的联邦制英国皇家殖民地，1948年英國廢除馬來亞聯邦，被馬來亞聯合邦取代，並在1957年以英联邦成員身份獨立，它們曾經於1956年及1960年派出代表團參加兩屆夏季奧運會。此外在冬季奧運會上，馬來亞卻從未參加過任何一屆。
1963年，馬來亞聯合邦其與新加坡殖民地、砂勞越直轄殖民地和北婆羅洲直轄殖民地等英國殖民地重組為「馬來西亞」，隨後以马来西亚名義繼續參加奧運會。

## 獎牌榜

### 夏季奧運會
| 屆別         | 人數 | 金牌 | 銀牌 | 銅牌 | 總計 | 排名 |
| ------------ | ---- | ---- | ---- | ---- | ---- | ---- |
| 1956年墨爾本 | -    | 0    | 0    | 0    | 0    | -    |
| 1960年羅馬   | -    | 0    | 0    | 0    | 0    | -    |